# Menteng (onderdistrict)
Menteng is een onderdistrict van de stadsgemeente Centraal Jakarta (Jakarta Pusat) in de provincie Jakarta, Indonesië.
Menteng is een in de jaren dertig van de twintigste eeuw gebouwde villawijk van het toenmalige Batavia. De wijk verkeert nog grotendeels in oorspronkelijke staat.
De wijk is volgens een Nederlands stedenbouwkundig ontwerp uitgevoerd. Dit houdt in dat er ruime (symmetrische) straten zijn met veel bomen langs straten, pleinen en plantsoenen. De hoofdstraten kennen een middenberm. In de wijk bevinden zich winkels, een zwembad en kerken. De gebouwen zijn alle witgeschilderd.
Markante gebouwen zijn de voormalige burgemeesterswoning en de grote vrijmetselaarsloge (nu Centraal Planbureau).
Naast de vele ambassades die hier al voor de Tweede Wereldoorlog zaten, woont hier de familie Soeharto (Jalan Cendana/Sandelhoutstraat) sinds de onafhankelijkheid.

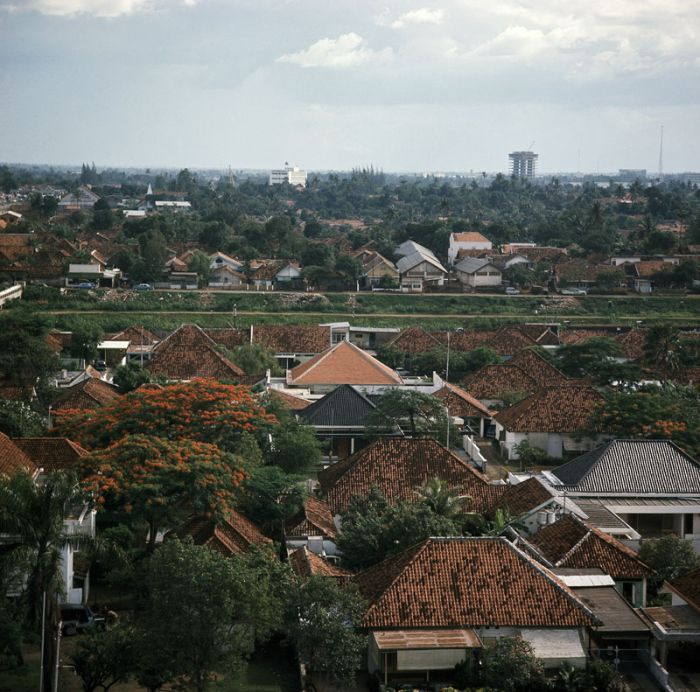
Zicht over de woonwijk, 1971.
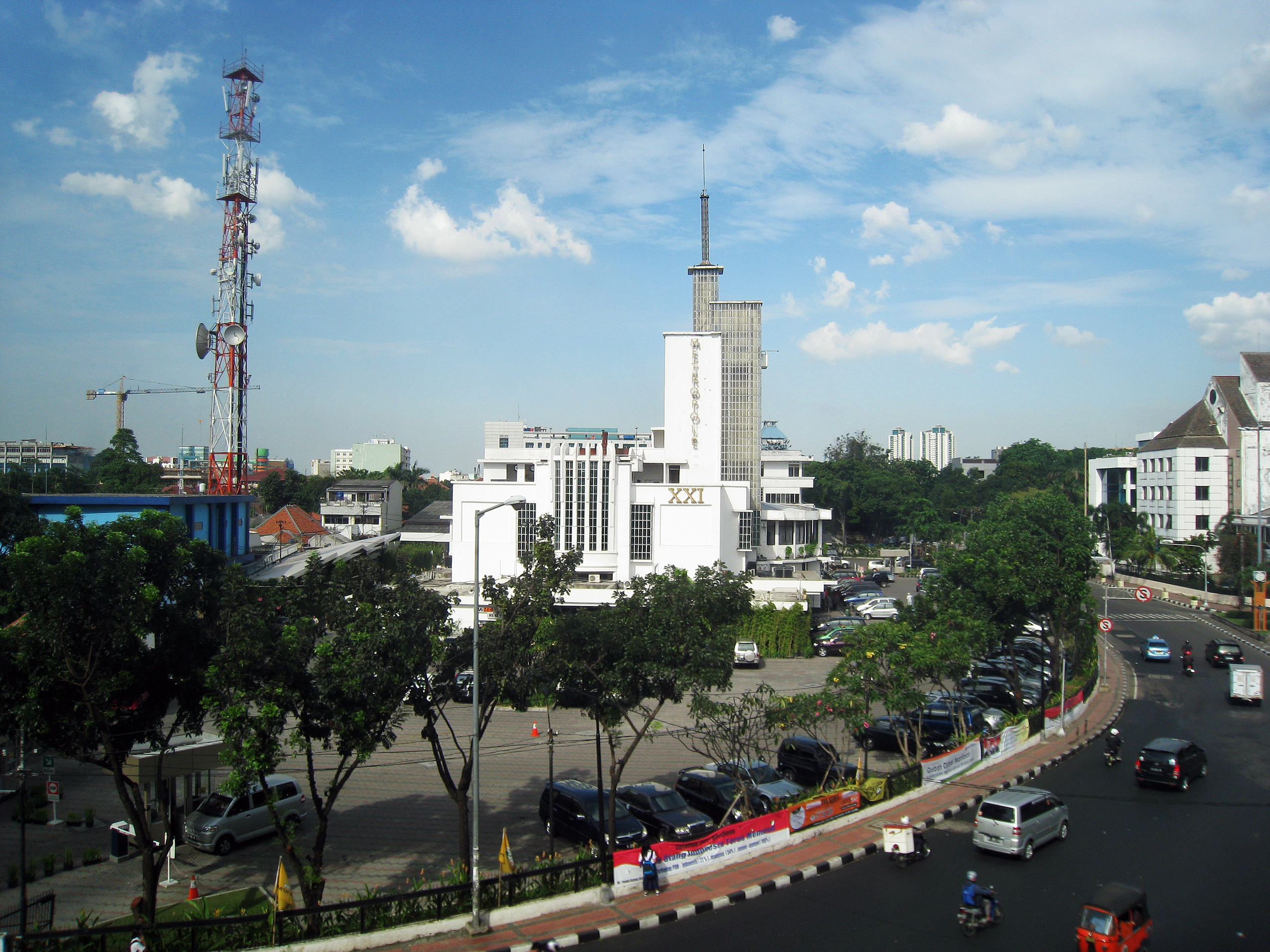
Bioscoop Metropole (voorheen Menteng)

## Administratieve onderverdeling
Het onderdistrict Menteng is verdeeld in 5 kelurahan:
1. Menteng, postcode 10310
2. Pegangsaan, postcode 10320
3. Cikini, postcode 10330
4. Kebon Sirih, postcode 10340
5. Gondangdia, postcode 10350

## Bezienswaardigheden
- Canisius College
- Cut Mutiah Moskee
- Entertainment X'nter (EX)
- Gedung Joeang 45
- Gedung Perintis Kemerdekaan
- Station Gondangdia
- Plaza Indonesia
- Jakarta Theater
- Megaria Theater (voorheen het Menteng Theater)
- Menara Thamrin
- Menteng Park (vooheen de locatie van het Menteng Stadion)
- Tugu Proklamasi (Monumen Proklamator)
- Selamat Datang Monument (welkomsmonument)
- Museum Perumusan Naskah Proklamasi (onafhankelijkheids museum)
- Sarinah
- Sint Theresia kerk
- Suropati Park
- Taman Ismail Marzuki, cultureel centrum
- Tugu Tani (boerenmonument)